# United International Pictures
United International Pictures (skr. UIP) – amerykańska spółka joint venture, która powstała w 1981. Obecnie należy do korporacji Paramount Global (National Amusements) (50%) i NBCUniversal (Comcast) (50%).

Logo spółki

Przedsiębiorstwo zajmuje się głównie dystrybucją filmów wytwórni Paramount Pictures (Paramount Global) oraz Universal Pictures i DreamWorks (NBCUniversal). Firma zajmuje się również dystrybucją produkcji innych wytwórni filmowych, m.in. MGM, United Artists, 20th Century Fox oraz Walt Disney Pictures.
Poprzednikiem spółki było Cinema International Corporation, które połączyło się z zagranicznym ramieniem United Artists, doprowadzającac tym samym do reorganizacji CIC.
Siedziba przedsiębiorstwa znajduje się w Londynie. United International Pictures ma filię w Warszawie, w Polsce.